# Frieden von Lieserhofen
Im Frieden von Lieserhofen 1252 beendeten Graf Albert III. von Tirol und sein Schwiegersohn Meinhard III. von Görz auf der einen Seite sowie der Salzburger Elekt Philipp von Spanheim (und dessen Vater Herzog Bernhard von Kärnten) auf der anderen Seite eine erbitterte Fehde und regelten ihre Einflussbereiche neu.

## Geschichte
In der Vorgeschichte spielte der Gegensatz zwischen Kaiser und Papst eine Rolle: Elekt Philipp als Vertreter der päpstlichen Seite hatte präventiv die kaisertreuen Burgen Matrei und Virgen eingenommen, wogegen Meinhart auf Seiten des Kaisers Friedrich II. die Dörfer geplündert hatte.
Hauptsächlich aber war Greifenburg, eine Spanheimer Exklave im görzischen Machtbereich, Meinhard schon lange ein Dorn im Auge gewesen. Und Meinhard hätte sich auch nur allzu gerne zu Lasten der Spanheimer in Kärnten besser etabliert. Er konnte seinen Schwiegervater gewinnen, mit ihm gegen die Spanheimer ins Feld zu ziehen.
Im Herbst 1252 belagerten die beiden überraschend das Schloss Greifenburg. Sie hatten keinen Erfolg: Am 8. September wurden sie vom erzbischöflichen Heer besiegt, im Zuge der blutigen Schlacht wurden Albert und Meinhard gefangen genommen.

## Friedensvertrag
Am 27. Dezember 1252 wurde in Lieserhofen nahe Spittal an der Drau Friede geschlossen; die Bedingungen sahen unter anderem vor:
- Die Söhne Meinhards, Meinhard IV. und Albert I., wurden als Geiseln für die Erfüllung der Friedensbedingungen auf der salzburgischen Burg Hohenwerfen inhaftiert. (Meinhard IV. war zu diesem Zeitpunkt um die 14 Jahre alt und sollte erst 1258/59 wieder freikommen.)
- Meinhard III. musste an Philipp 4900 Mark Silber Bußgeld zahlen.
- Die Görz-Tiroler mussten wichtige Besitzungen in Oberkärnten an Philipp abtreten.
- Die Gräfin Uta von Tirol, Gattin Alberts III., musste auf den Anspruch auf Mittersill verzichten, ebenso auf Burg und Herrschaft Virgen. (Virgen wurde allerdings später den Erben Alberts III. verliehen.)
- Matrei ging an Salzburg zurück.
- Schloss Oberdrauburg kam an Salzburg.